# Hsp17-термометр
Hsp17-термометр — это цис-регуляторный элемент (РНК-термометр), обнаруженный в 5'-нетранслируемых областях (5'-UTR) информационной РНК белка Hsp17. Hsp17 — это цианобактериальный белок теплового шока из семейства белков Hsp20.
При физиологической температуре (28 градусов Цельсия) Hsp17-термометр образует шпильку, которая предотвращает трансляцию белка Hsp17. В условия теплового шока шпилька расплавляется и начинается трансляция.